# Karol Loeckell

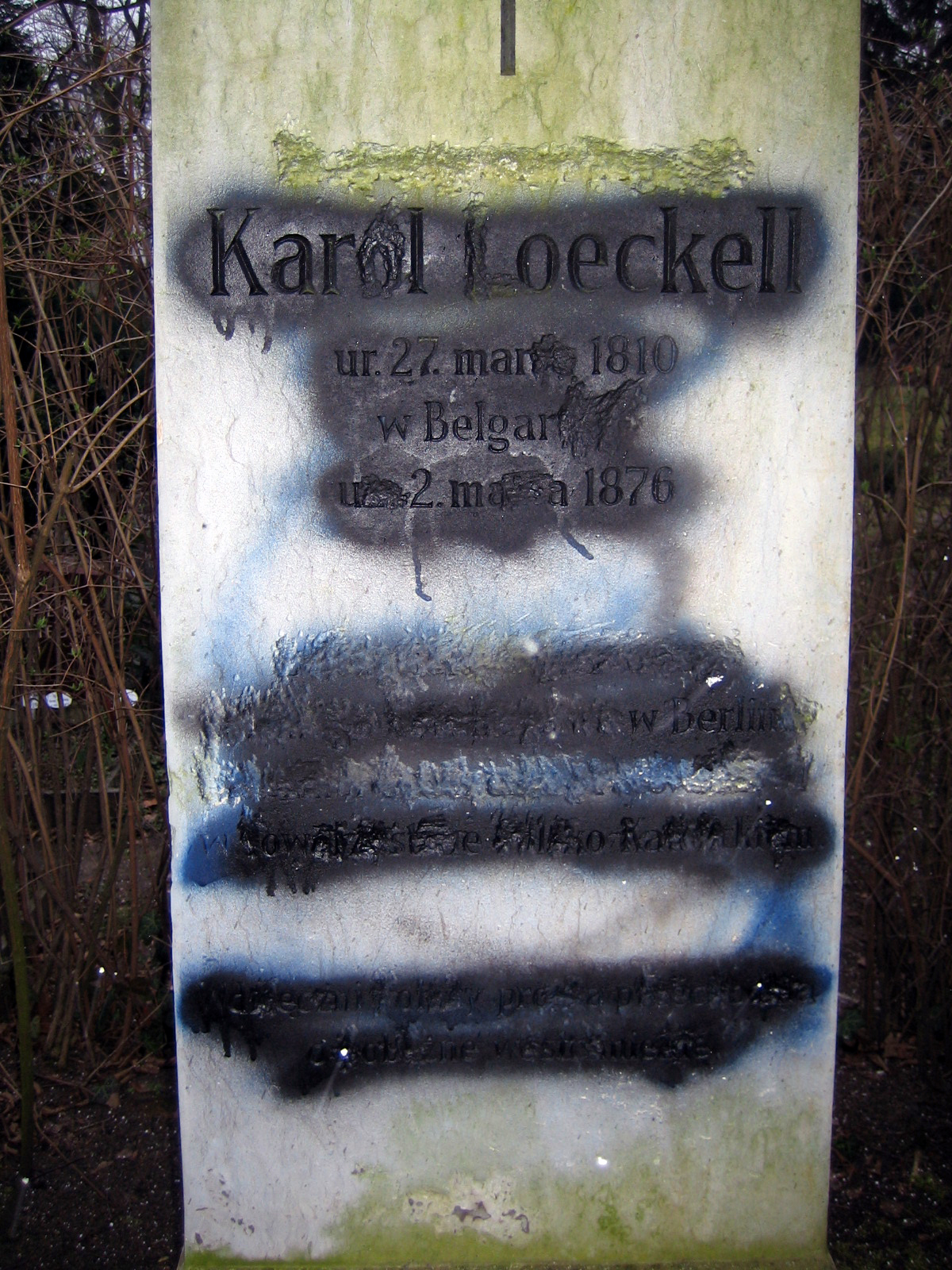
Uszkodzony kamień nagrobny Karola Loeckella

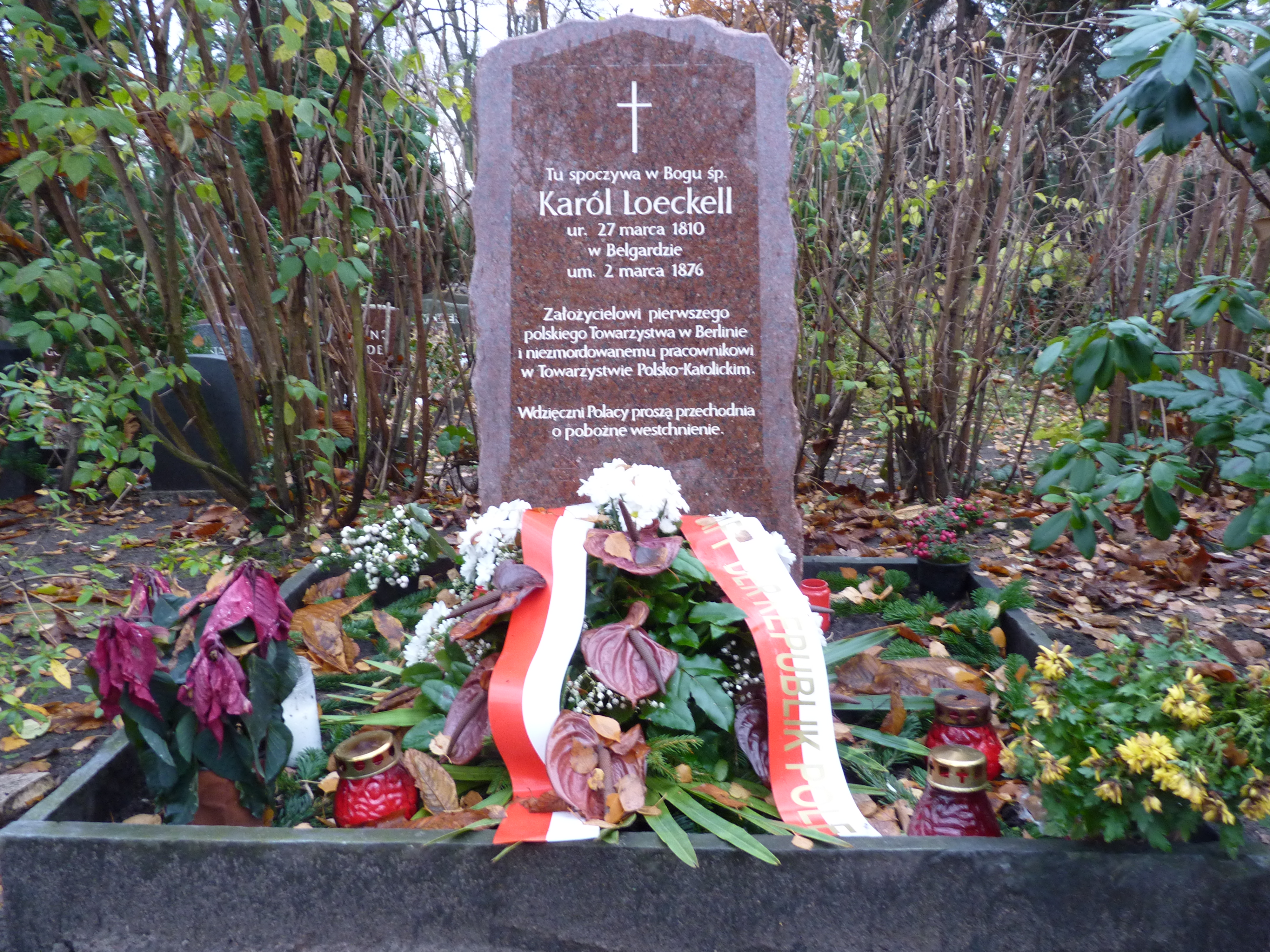
Nowa płyta nagrobna 2010

Karol Loeckell (ur. 27 marca 1810 w Białogardzie, zm. ok. 2 marca 1876 w Berlinie) – założyciel Polskiego Towarzystwa pod wezwaniem Matki Boskiej Częstochowskiej i Patrona Polski św. Stanisława  w Berlinie.
Urodził się w niemieckiej rodzinie wyznania ewangelickiego. Zajmował się handlem, podróżował po Europie wschodniej, Azji i Ameryce, bywał też w Warszawie. Zamieszkał w Berlinie, ożenił się z Polką i przeszedł na katolicyzm. Patronował polskiej społeczności w Berlinie. W roku 1865 założył Towarzystwo Polskie, które w roku 1870 otrzymało nazwę „Polskiego Towarzystwa pod wezwaniem Matki Boskiej Częstochowskiej i Patrona Polski św. Stanisława”.
Pochowany na cmentarzu parafialnym Alter St. Michael przy Hermannstraße w dzielnicy Berlin-Neukölln. Miejsce pochówku nie jest dokładnie znane. Zachował się tylko obelisk z napisem Karol Loeckell, który był na przestrzeni czasu wielokrotnie niszczony przez wandali. Nad symbolicznym jego grobem w listopadzie 2010 roku ustawiono nową płytę nagrobną z różowego granitu, ufundowaną przez wszystkie organizacje polonijne Berlina przy wsparciu Ambasady RP. Na tablicy widnieje napis:
Założycielowi pierwszego polskiego Towarzystwa w Berlinie
i niezmordowanemu pracownikowi w Towarzystwie Polsko-Katolickim
Wdzięczni Polacy proszą przechodnia
o pobożne westchnienie.